# フス派

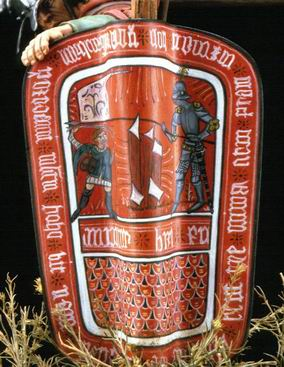
フス派の盾

フス派（フスは、チェコ語: Husitství, フス主義）は、カトリックの司祭ヤン・フスがチェコで始めた改革派。フーシテン（ドイツ語: Hussiten）とも呼ばれた。主にチェコとポーランドに勢力を拡大した。フス戦争ではカトリックと戦い、後に和約が成立し復帰したが、意味合い的にはプロテスタントの先駆けである。

## 誕生
フスは、パンの秘蹟のみならずワインの秘蹟にも民衆が預かる二種聖餐を主張し、また、チェコ語典礼を行い、当時の支配者であるドイツから睨まれ、また教会の腐敗を批判したため、コンスタンツ公会議に喚問され、異端とされた後焚刑にされた。当時のボヘミアはルクセンブルク家に支配され、ドイツ語が強要されるなどした為、ボヘミアにおいてはチェコ人の民族運動としての側面が強かった。
いっぽう、ポーランド王国にもボヘミアに匹敵する規模のポーランド人フス派信者がいた。ボヘミアと異なりポーランドは伝統の自由主義のもと13世紀から制度的にも宗教的寛容が実現していたため、フス派が宗教的理由で迫害されることはなかった。そのためフス戦争の期間も一度に数千人ものチェコ人のフス派が義勇兵としてポーランドの戦争の際ポーランドに味方したり、これまた一度に数千人ものポーランド人のフス派がボヘミアに遠征してチェコのフス派に味方したりと、互いに連帯して敵と戦ったのである。

## フス戦争
ジギスムント皇帝がボヘミアを相続することになると、ボヘミアのフス派はいよいよ反抗的になり、皇帝はボヘミア征服のために十字軍を結成しフス戦争がおこった。フス派はヤン・ジシュカ率いる急進的なターボル派を中心としてジギスムントの十字軍を撃退し、国王の廃位を宣言してフス派のボヘミア国家を事実上実現させた。
ヤン・ジシュカの死後、ドイツ遠征（侵略）も行ったためドイツ民衆には災厄のように恐れられた。また、一部のフス派は強盗団同然に不良化し、フス派の味方であるポーランドでさえも村々を渡り歩いて狼藉をはたらき、ポーランド民衆から疎まれた。ボヘミアでも、指導者層の腐敗、戦費の調達のための重税による農村の疲弊が問題になっていった。
やがてフス派の穏健派が急進派を攻め滅ぼし、皇帝と和解して皇帝を国王として認め、バーゼル公会議でボヘミアでは教義が認められカトリック教会に復帰した。その後、ポーランドでも取り締まりに乗り出したポーランド王国政府によって鎮圧された。
その後、穏健派は、ボヘミアでカトリックと並存したが宗教改革が始まるとプロテスタントに接近する。

## その後
15世紀前半、ボヘミアでのフス派の急進派の消滅後、チェコ人のフス派信仰者のうちの多くはポーランド南部に大量亡命した。18世紀終盤に「ポーランド分割」によりポーランド王国が滅亡すると、フス派の系統の人々はみな、外国による厳しい統治が始まったポーランドからアメリカにわたり、現在もアメリカで広く活動しているモラヴィア兄弟団などが残っている。彼らはヴァルド派など諸派を合流させた。ジョン・ウェスレーなど、既存のプロテスタント指導者にもフスの思想の影響を受けた者がいる。
また、後の時代には三十年戦争が、このフス戦争を模倣する形で開戦した。なお、ボヘミアのフス派自体はこの三十年戦争の初期、1620年の白山の戦いでプロテスタント系の貴族がハプスブルク家に敗れた事で完全に壊滅した。このときも生き残ったチェコ貴族の多くがポーランドへと亡命している。
ただし、19世紀末から始まったボヘミア地域でのカトリック改革運動は、チェコスロバキア建国による民族意識の高揚を受けてフス派の教義への復帰とカトリックからの離脱運動へと転化し、一部の聖職者によって1920年にチェコスロバキア教会が成立された。同教会はフス派の後継者を自称し、1971年にチェコスロバキア・フス派教会と改称しているが大きな勢力ではない。

キリスト教諸教派の成立の概略を表す樹形図。更に細かい分類方法と経緯があり、この図はあくまで概略である。ジョン・ウィクリフ、ヤン・フスらの運動が宗教改革の先駆けとして表現されている。

## 派閥
フス派内部には、様々なグループが混在し凄惨な内部抗争が行われた。
- ウトラキスト　　穏健派。カトリックとの宥和をはかる貴族や富裕層が中心。
- ターボル派　　急進派。都市の貧民や農民が中心。教義のみならず徹底した社会改革を唱えた。リパニの戦いで穏健派によって壊滅させられた。
- オレープ派　　1423年にターボル派から距離を置いたヤン・ジシュカによって結成された。思想的には穏健派と急進派の中間。ヤン・ジシュカの死後は孤児団と名乗る。
- アダム派　　聖書原理主義の過激派。ターボル派の分派だが異端宣告をされて壊滅させられた。

## 関連人物
- イジー